# 물질과 기억
물질과 기억(프랑스어: Matière et mémoire)은 프랑스의 철학자 앙리 베르그송의 네 가지 주요 작품들 가운데 하나이다.

## 내용
1896년 베르그송은 박사 논문에 이어 이 책의 테마를 다루기 시작하여 발표까지는 약 7년이 걸렸다. 박사 논문에서는 시간과 공간, 지속과 연장, 질과 양, 그리고 의식과 물질 등의 구별은 2원론적 단절(斷切)에까지 이르렀다. 그런데 정신과 물질을 전혀 별개의 것으로서 2원론적으로 병립시킬 경우 이와 같이 전혀 별개의 것이 명백히 일정한 연결을 보여주는 우리들의 심신관계에 대한 설명이 불가피해진 것이다. 데카르트의 송과선의 이론을 상기할 필요도 없이, 이 심신관계는 2원론적 존재론의 시금석이 되는 것이다. 베르그송의 고투는 이 책을 상당히 난해한 것으로 만들었으나 해결의 큰 줄기는
1. '형상(形象)'의 이론 및 행동주의적 지각론과
2. 의식＝지속의 관점에서 베르그송이 독자적으로 이해한 '기억'에 관한 이론

으로 성립되어 있다.
베르그송은 아마도 처음부터 물적 대상의 세계의 실재성은 의심하지 않았던 듯하며, 역점은 주로 속류 유물론에 대해서 정신의 실재성을 적극적으로 확보하기 위하여 2의 부분에 놓여 있다. 베르그송이 가장 고심한 한 가지 점은 심리현상에 대해서는 불가분·불가결한, 그리고 그 자체가 물적 대상인 뇌수의 기능을 해명하고 확정하는 것이었다. 뇌수는 표상을 산출하는 기관도 기억의 저장소도 아니고 행동의 전달기관이며, 또한 순수지각은 어떠한 표상작용도 아닌 대상과의 관계에서 행동의 전달이며, 지각에 의해 우리들에게 주어져 있는 것은 우리들의 외부에 실재하는 형상이다 ―― 이것이 하나의 결론이다.
한편 베르그송이 말하는 '기억'은 상기하느냐 안하느냐에 관계없이 그 불가분적 연속성에 있어서 현재의 의식＝지속 속에 보존되어 있는 과거의 의식＝시간의 전체이다. 상기는 행동의 요청과 결부되어 뇌수의 기능을 통해서만 일어난다. 그러나 기억의 기억화작용(記憶化作用)은 의식의 '지속으로서의 본성(本性)' 자체와 일체를 이룬 것으로 뇌수나 상기와는 관계없이 존립하고 있다. 행동이라는 접합점에서만 뇌수와 접촉하고 있는 자립적인 기억의 영역이야말로 바로 정신의 실재성의 영역인 것이다. 베르그송은 정신과 물질 쌍방의 실재성을 확보함과 동시에 '행동'을 통로로 하여 일단 양자의 연관을 맺었다. 그러나 이 통로 설정을 위해 출발점에서 도입한 '형상'이라는 개념의 불명확성, 곧 실재론자의 '대상'과 주관적 표상(表象)과의 중간물로서 그 동요하는 성격은 끝내 정리·극복되지 않은 채 이 책의 약점으로 남아 있다.